# Niech żyje miłość (film 1991)
Niech żyje miłość – polski film (melodramat) z 1991 roku.

## Obsada aktorska
- Marek Probosz – Sewek
- Katarzyna Walter-Sakowitch – Natalia Brońska
- Jerzy Bończak – pianista Kuba, szef zespołu
- Katarzyna Łaniewska – Wanda Korebowa, gospodyni Natalii na Helu
- Bronisław Pawlik – mecenas, sąsiad Brońskich
- Marcin Troński – Robert Broński, mąż Natalii
- Piotr Grabowski – ksiądz, proboszcz parafii na Helu
- Małgorzata Gudejko – lesbijka
- Mieczysław Hryniewicz – mechanik
- Jerzy Januszewicz – policjant przyjmujący zgłoszenie o kradzieży samochodu
- Juliusz Lubicz-Lisowski – biskup
- Jan Pyjor – właściciel warsztatu samochodowego, szef Sewka
- Karina Szafrańska – lesbijka
- Anna Chitro – kobieta na koncercie zespołu
- Kinga Chmielewska – Laurentka, córka Natalii i Roberta
- Zygmunt Fok – kierownik budowy kościoła
- Sławomir Głazek – przyjaciel Sewka z konserwatorium
- Sławomir Holland – starszy posterunkowy Kowalski
- Magdalena Gnatowska
- Grzegorz Pawłowski

## Fabuła
Sewek, mechanik samochodowy, nocą w ulewny deszcz dostaje zgłoszenie do unieruchomionego samochodu. Gdy przyjeżdża na miejsce, właścicielką samochodu okazuje się młoda kobieta, która kradnie samochód Sewka, by zdążyć na pociąg do Gdańska. Zafascynowany nieznajomą chłopak postanawia osobiście oddać naprawiony samochód właścicielce. Na miejscu przeżywa rozczarowanie - Natalia Brońska (tak się nazywa nieznajoma), jest mężatką. Mimo to nie rezygnuje ze zdobycia jej serca.

## Zdjęcia
- Warszawa, Gdańsk, Hel